# Craig Stevens (zwemmer)
Craig Julian Stevens (Sydney (New South Wales), 23 juli 1980) is een voormalige Australische zwemmer. Hij vertegenwoordigde zijn vaderland op de Olympische Zomerspelen 2004 in Athene, Griekenland en de Olympische Zomerspelen 2008 in Peking, China.

## Zwemcarrière
Bij zijn internationale debuut, op de Pan Pacific kampioenschappen zwemmen 1999 in Sydney, eindigde Stevens als vierde op de 1500 meter vrije slag. Tijdens de wereldkampioenschappen zwemmen 2001 in Fukuoka eindigde de Australiër als zevende op de 1500 meter vrije slag.
In Moskou nam Stevens deel aan de wereldkampioenschappen kortebaanzwemmen 2002, op dit toernooi eindigde hij als tiende op de 1500 meter vrije slag en strandde hij in de series van de 400 meter vrije slag. Op de 4x200 meter vrije slag zwom hij alleen in de series, door de zege van zijn ploeggenoten mocht hij de gouden medaille in ontvangst nemen. Op de Gemenebestspelen 2002 in Manchester sleepte de Australiër de bronzen medaille in de wacht op de 1500 meter vrije slag en eindigde hij als vierde op de 400 meter vrije slag. Tijdens de Pan Pacific kampioenschappen zwemmen 2002 in Yokohama eindigde de Australiër als vierde op zowel de 800 als de 1500 meter vrije slag. Samen met Grant Hackett, Jason Cram en Ian Thorpe veroverde hij de gouden medaille op de 4x200 meter vrije slag.
In Barcelona nam Stevens deel aan de wereldkampioenschappen zwemmen 2003, op dit toernooi werd hij uitgeschakeld in de series van de 1500 meter vrije slag. Op de 4x200 meter vrije slag sleepte hij samen met Grant Hackett, Nicholas Sprenger en Ian Thorpe de wereldtitel in de wacht.
Tijdens de Olympische Zomerspelen van 2004 in Athene eindigde de Australiër als achtste op de 1500 meter vrije slag. Op de 4x200 meter vrije slag zwom hij in de series samen met Todd Pearson, Anthony Matkovich en Nicholas Sprenger, in de finale behaalde Sprenger samen met Grant Hackett, Michael Klim en Ian Thorpe de zilveren medaille. Voor zijn inspanningen in de series mocht Stevens de zilveren medaille in ontvangst nemen.

### 2006-heden
Nadat hij zich in 2005 niet had weten te plaatsen voor internationale toernooien maakte Stevens zijn rentree op de Gemenebestspelen 2006 in Melbourne. Op dit toernooi eindigde hij als vierde op de 400 meter vrije slag en als zesde op de 1500 meter vrije slag.
Op de wereldkampioenschappen zwemmen 2007, opnieuw in Melbourne, sleepte de Australiër de zilveren medaille in de wacht op de 800 meter vrije slag. Op zowel de 400 als de 1500 meter vrije slag eindigde hij op de zesde plaats.
Op de Australische kampioenschappen zwemmen 2008 in Sydney kwalificeerde Stevens zich voor de Olympische Zomerspelen 2008 op de 400 en de 1500 meter vrije slag. In Peking strandde de Australiër in de series van zowel de 400 als de 1500 meter vrije slag.

## Internationale toernooien
| Jaar | Olympische Spelen                                                        | WK langebaan                                                  | WK kortebaan                                                                                     | PanPacs | Gemenebestspelen                         |
| ---- | ------------------------------------------------------------------------ | ------------------------------------------------------------- | ------------------------------------------------------------------------------------------------ | --- | ---------------------------------------- |
| 1999 |                                                                          |                                                               | geen deelname                                                                                    | 4e 1500 m vrije slag                                                                                              |                                          |
| 2000 | geen deelname                                                            |                                                               | geen deelname                                                                                    | |                                          |
| 2001 |                                                                          | 7e 1500 m vrije slag                                          |                                                                                                  | |                                          |
| 2002 |                                                                          |                                                               | 10e 1500 m vrije slag · 12e 400 m vrije slag · 4x200 m vrije slag · Stevens zwom enkel de series | 4e 800 m vrije slag · 4e 1500 m vrije slag · serie 200 m vrije slag · serie 400 m vrije slag · 4x200 m vrije slag | 1500 m vrije slag · 4e 400 m vrije slag  |
| 2003 |                                                                          | 14e 1500 m vrije slag · 4x200 m vrije slag                    |                                                                                                  | |                                          |
| 2004 | 8e 1500 m vrije slag · 4x200 m vrije slag · Stevens zwom enkel de series |                                                               | geen deelname                                                                                    | |                                          |
| 2005 |                                                                          | geen deelname                                                 |                                                                                                  | |                                          |
| 2006 |                                                                          |                                                               | geen deelname                                                                                    | geen deelname | 4e 400 m vrije slag 6e 1500 m vrije slag |
| 2007 |                                                                          | 800 m vrije slag · 6e 400 m vrije slag · 6e 1500 m vrije slag |                                                                                                  | |                                          |
| 2008 | 15e 1500 m vrije slag 25e 400 m vrije slag                               |                                                               | geen deelname                                                                                    | |                                          |

## Persoonlijke records

### Kortebaan
| Afstand          | Tijd     | Datum            | Plaats    |
| ---------------- | -------- | ---------------- | --------- |
| 200m vrije slag  | 1.48,29  | 7 augustus 2005  | Melbourne |
| 400m vrije slag  | 3.44,18  | 28 november 2003 | Melbourne |
| 800m vrije slag  | 7.54,22  | 3 augustus 2001  | Perth     |
| 1500m vrije slag | 14.50,81 | 3 augustus 2001  | Perth     |

### Langebaan
| Afstand          | Tijd     | Datum         | Plaats    |
| ---------------- | -------- | ------------- | --------- |
| 200m vrije slag  | 1.49,50  | 27 maart 2004 | Sydney    |
| 400m vrije slag  | 3.46,64  | 22 maart 2008 | Sydney    |
| 800m vrije slag  | 7.48,67  | 28 maart 2007 | Melbourne |
| 1500m vrije slag | 14.53,18 | 29 maart 2008 | Sydney    |